# Franchel Ibara
Pour les articles homonymes, voir Ibara.
 (janvier 2019).
 (janvier 2019).
Franchel Ibara, (né le 27 juillet 1989 à Brazzaville) est un ancien footballeur congolais évoluant au poste de milieu offensif avec la sélection congolaise et Étoile du congo

## Carrière de joueur
Ibara se fait remarquer lors de la coupe d'Afrique des nations junior 2007 où il marque le seul et unique but de la finale face au Nigeria. Il a également inscrit le but de la victoire contre le Burkina Faso en quart-de-finale. En demi-finale il réalise un bon match avant de se faire remplacer par Harris Tchilimbou-Mavoungou dont le but élimine la Zambie[réf. nécessaire]. En finale il inscrit le but de la victoire face au Nigeria. Il participe la même année à la coupe du monde de football des moins de 20 ans 2007 où il inscrit un but avant que le Congo ne soit éliminé en huitième de finale par le Mexique.
À à peine 18 ans, Ibara quitte l'Étoile du Congo de Brazzaville pour rejoindre le FC Sochaux-Montbéliard en juin 2007, où il joue régulièrement avec la réserve.
Après la CAN junior, Ibara participe à la campagne des éliminatoires de la CAN 2008. Il joue son premier match en tant qu'international le 26 mars 2008 lors de la défaite du Congo 3-0 face à l'AS Saint-Etienne. 
Il inscrit son premier but en sélection nationale contre le Tchad en juin 2008 et disparait de la sélection congolaise après septembre 2008 puis de la réserve sochalienne à la fin de l'année 2008. Il retourne alors au club de ses débuts en République du Congo. Il rejoint l'AS Vita Club en République démocratique du Congo en décembre 2010.

## Palmarès
- Vainqueur de la Coupe d'Afrique des nations junior 2007.
- Huitième de finaliste de la coupe du monde de football des moins de 20 ans 2007, éliminé par le Mexique.
- Vainqueur de la Coupe de la confédération 2012.
- Vainqueur du Championnat du Congo de football en 2012.

## Buts internationaux
|    | Date         | Lieu                                                            | Adversaire | Résultat | Compétition                       |
| -- | ------------ | --------------------------------------------------------------- | ---------- | -------- | --------------------------------- |
| 1. | 22 juin 2008 | Stade Alphonse-Massamba-Débat, Brazzaville, République du Congo | Tchad      | 2-0      | Eliminatoires Coupe du monde 2010 |